# Avellaneda (Castella i Lleó)
Avellaneda és un municipi de la província d'Àvila, a la comunitat autònoma de Castella i Lleó. Es creu que un rector d'aquesta localitat va escriure la segona part apòcrifa d'El Quixot, que per això va ser coneguda també com el Quixot d'Avellaneda, encara que no existeix cap font probatòria referent a això. Abans de la reorganització provincial de Javier de Burgos en 1833 va pertànyer a la província de Salamanca, com la resta de la comarca de l'Alto Tormes.
| 1991 | 1996 | 2001 | 2004 |
| ---- | ---- | ---- | ---- |
| 58   | 43   | 35   | 40   |